# بخش چمپین (شهرستان ترامپول، اوهایو)
بخش چمپین (به انگلیسی: Champion Township) یک منطقهٔ مسکونی در ایالات متحده آمریکا است که در شهرستان ترامبل، اوهایو واقع شده‌است.
 بخش چمپین ۶۶٫۸ کیلومتر مربع مساحت و ۹٬۷۶۲ نفر جمعیت دارد و ۲۹۲ متر بالاتر از سطح دریا واقع شده‌است.